# Nostell Priory
Le prieuré de Nostell (appelé simplement Nostell par le National Trust) est une maison palladienne située à Nostell, près de Crofton et de Wakefield, dans le Yorkshire de l'Ouest, en Angleterre, accessible par la route de Doncaster depuis Wakefield. Il date de 1733, et a été construit pour la famille Winn sur l'emplacement d'un prieuré médiéval . Le prieuré et son contenu ont été donnés au National Trust en 1953 par les administrateurs du domaine et Rowland Winn, 3e baron St Oswald.

## Histoire

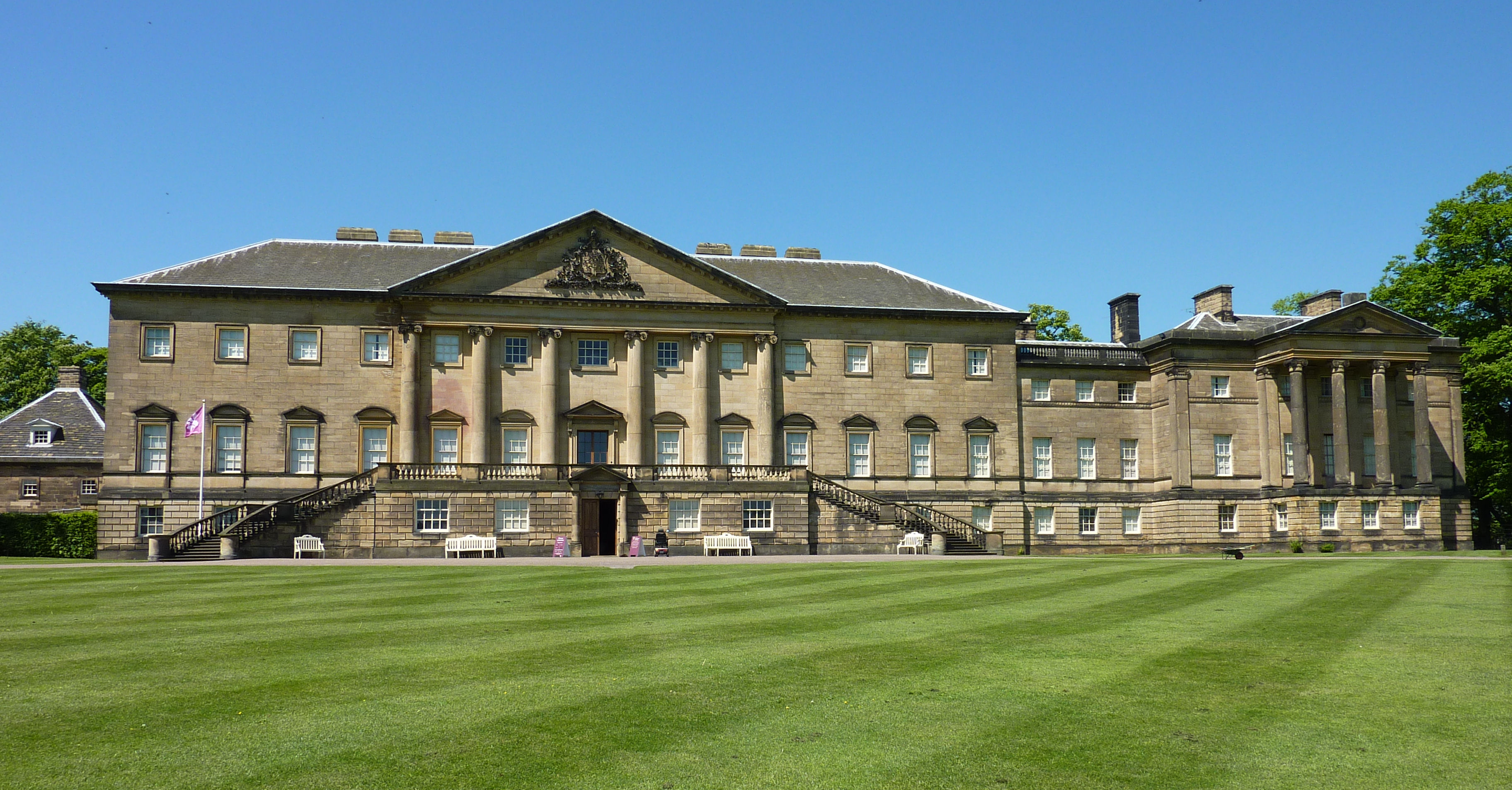
Prieuré de Nostell - façade avant

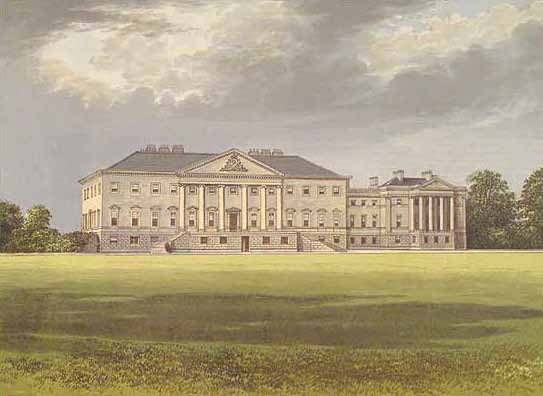
Prieuré de Nostell en 1880

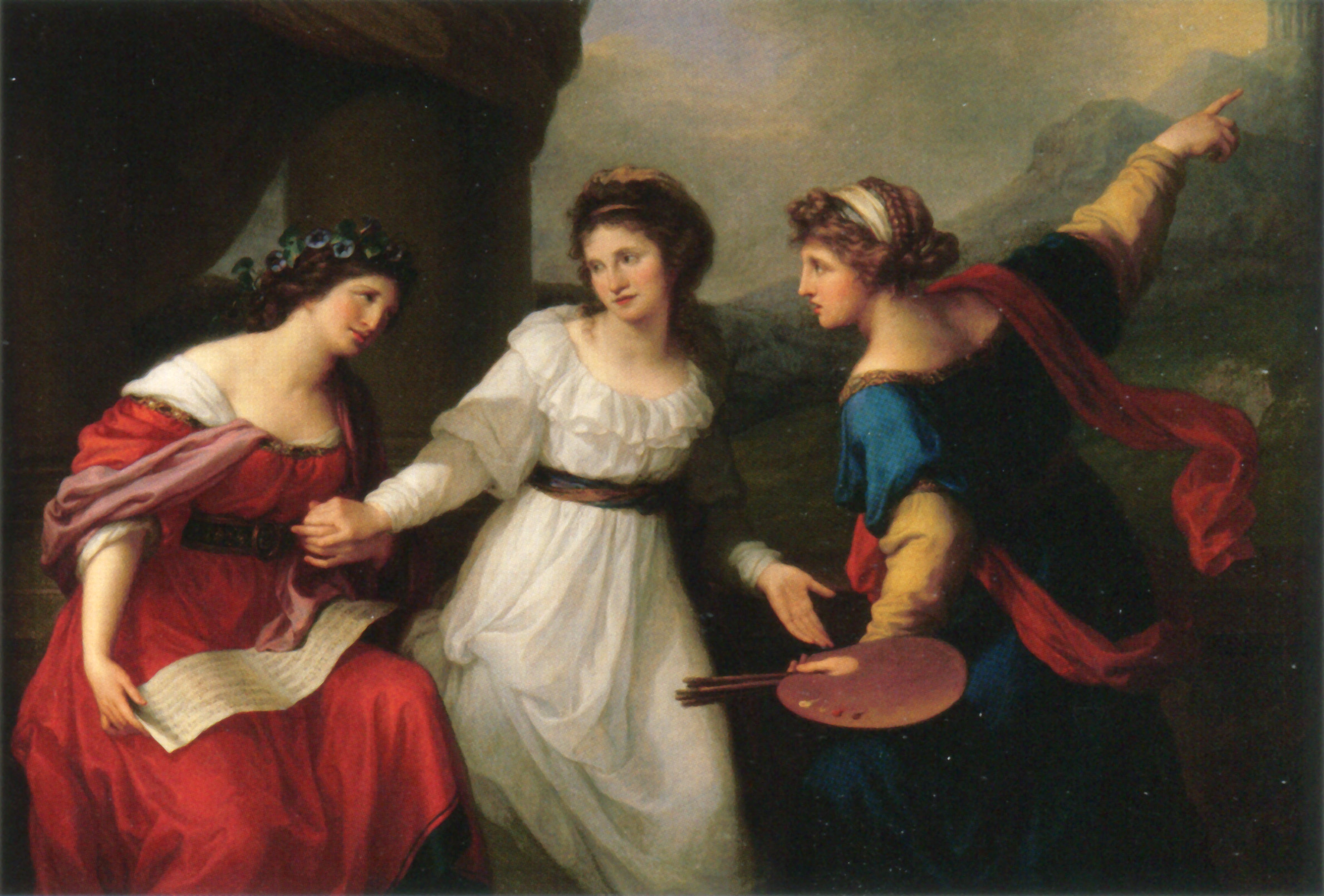
Autoportrait hésitant entre les arts de la musique et de la peinture par Angelica Kauffmann

Le domaine est acheté en 1654 par l'échevin de Londres, Sir Rowland Winn, après que son dernier propriétaire, Sir John Wolstenholme, ait été déclaré en faillite en 1650. La construction de la maison actuelle commence en 1733, et le mobilier, l'ameublement et les décorations réalisés pour la maison restent sur place. Les Winn sont des marchands de textiles à Londres, George Wynne de Gwydir est nommé drapier d'Élisabeth Ire, son petit-fils, Sir George Winn est créé 1er baronnet de Nostell en 1660 et la famille doit ensuite sa richesse au charbon sous le domaine, et plus tard pour l'extraction de minerai de fer pendant la révolution industrielle.
La maison est construite par James Paine (architecte) pour Sir Rowland Winn 4e baronnet sur le site d'un prieuré du XIIe siècle dédié à Saint Oswald. Robert Adam est chargé de concevoir des ailes supplémentaires, dont une seule est achevée, et de compléter les cabines. Adam ajoute un double escalier à l'avant de la maison et conçoit des bâtiments sur le domaine, notamment les étables.

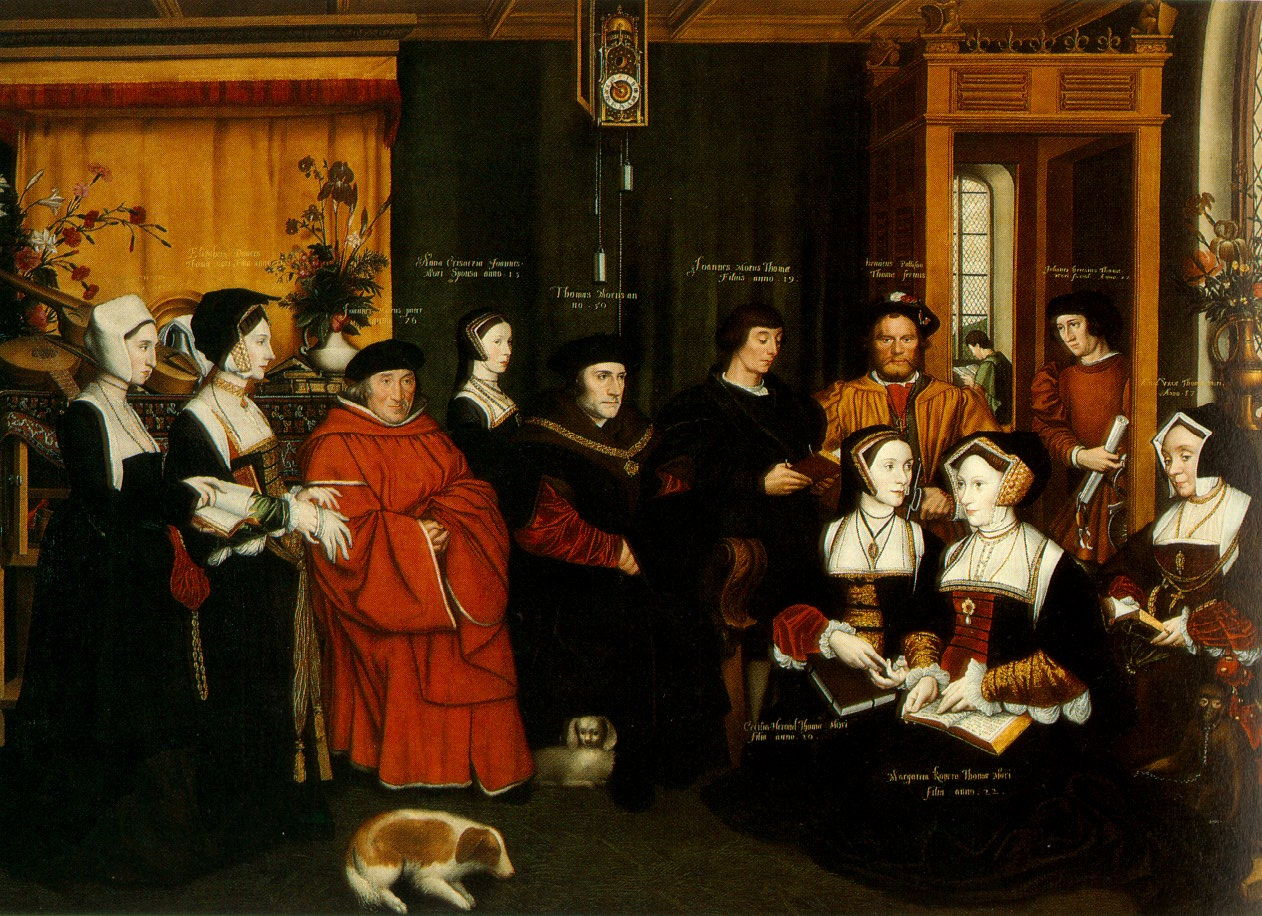
Rowland Lockey d' après Hans Holbein le Jeune, Sir Thomas More et sa famille (Nostell Priory version, 1592)

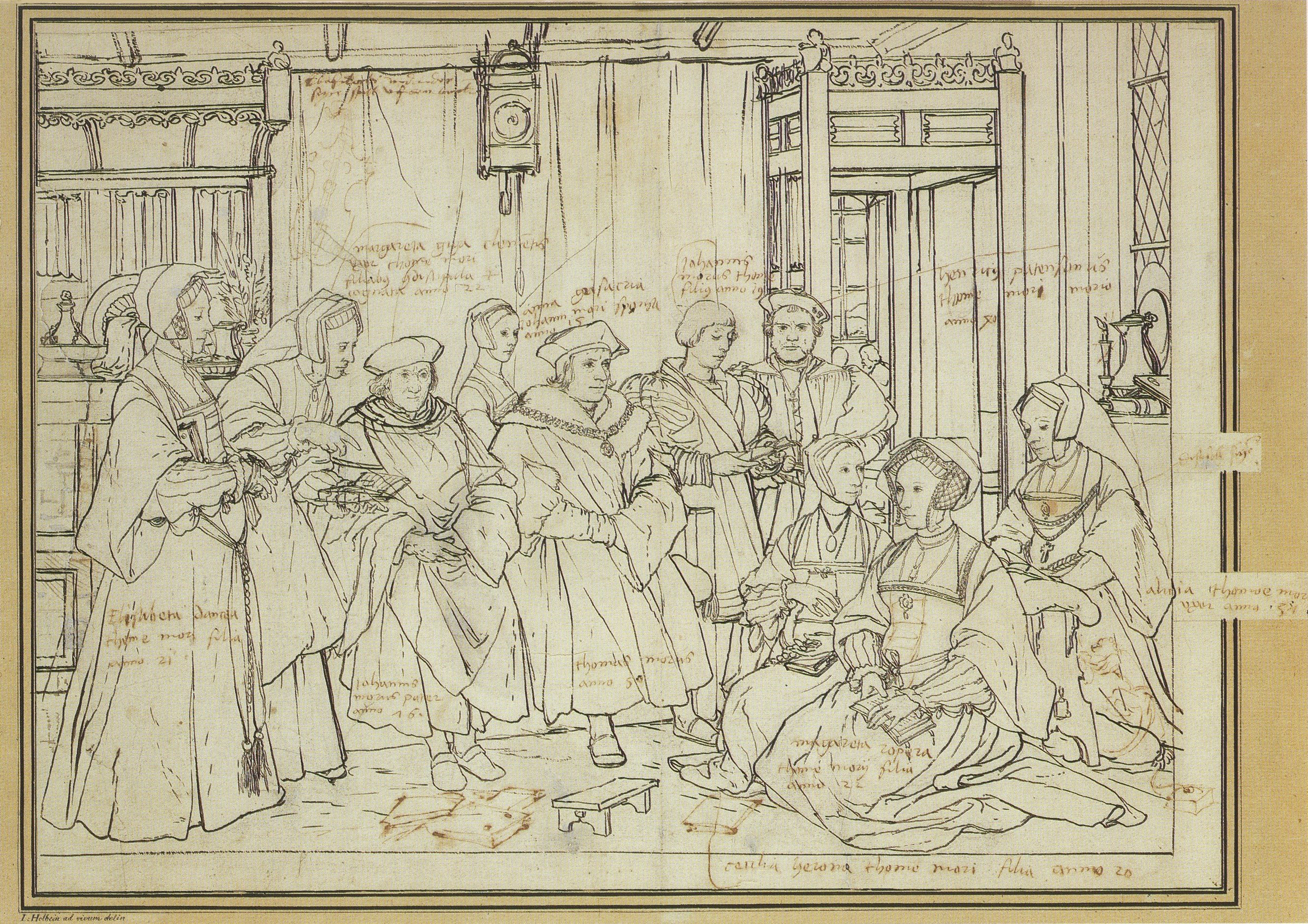
Étude pour un portrait de la famille de Thomas More, v. 1527, par Hans Holbein le Jeune (Kunstmuseum Basel)

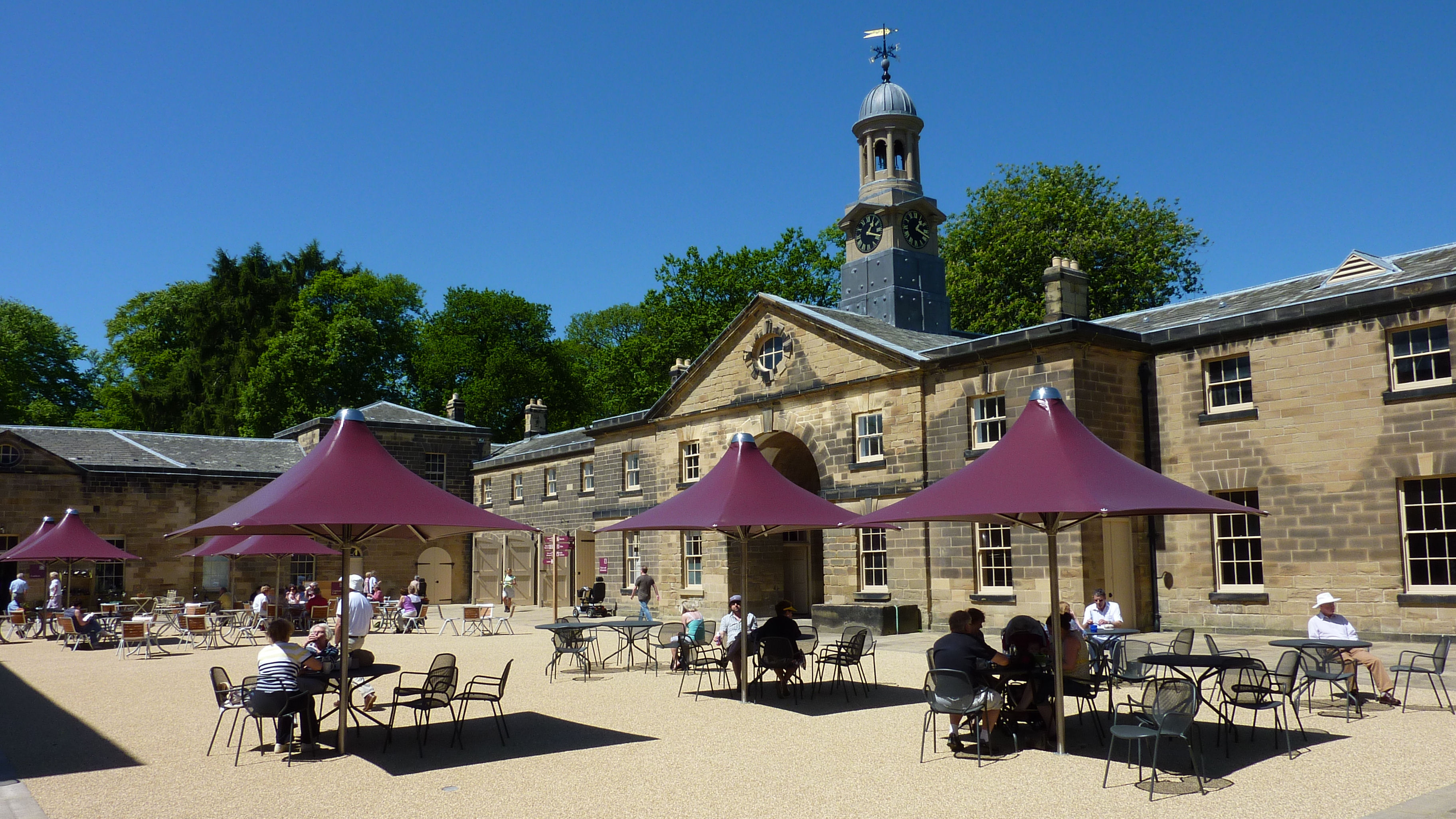
Écuries et Cour

Nostell Priory abrite une grande collection de meubles Chippendale, tous fabriqués pour la maison et commandés par Sir Rowland Winn 5e baronnet et son épouse Sabine Winn . Thomas Chippendale est né à Otley en 1718 et a des ateliers à St Martins Lane, à Londres. La collection d'art du prieuré de Nostell comprend La Procession au Calvaire de Pieter Brueghel le Jeune, la Scène de William Hogarth tirée de La Tempête de Shakespeare - la première représentation dans une peinture d'une scène des pièces de Shakespeare - et un autoportrait d'Angelica Kauffmann, ainsi comme la copie de Rowland Lockey du tableau de Hans Holbein (vers 1527 mais maintenant perdu) de Sir Thomas More and Family ; cette copie a été commandée en 1592 par la famille More et est arrivée à Nostell au XVIIIe siècle, et serait la plus fidèle à l'original détruit .
Une horloge à caisse, avec un mécanisme interne presque entièrement en bois, réalisée par John Harrison en 1717, est logée dans la salle de billard. Harrison, dont on pense que le père Henry est charpentier de domaine, est né à moins d'un demi-mile du domaine. On l'appelle John "Longitude" Harrison, après avoir consacré sa vie à résoudre le problème de trouver la longitude en mer en créant un chronométreur marin précis. Connu sous le nom de H4, ce chronomètre peut être vu à l'Observatoire royal de Greenwich, Londres.
En mai 2007, un ensemble de meubles Gillows est revenu à la maison après rénovation. Ces pièces meublent désormais la salle des tapisseries, ainsi qu'une paire de grands vases vénitiens, en bois incrusté d'ivoire et de pierres semi-précieuses.
En juin 2009, une suite de chambres au deuxième étage est remise au National Trust. Ces chambres utilisées par les Winn n'avaient jamais été exposées au public auparavant. Ils contiennent le contenu d'origine, notamment un lit à baldaquin Régence et une suite de meubles de chambre victoriens. Une autre pièce ouverte aux visiteurs est le garde-manger du majordome, avec une exposition d'argenterie de la famille Winn, dans les armoires adjacentes de la chambre forte.

## Terrains

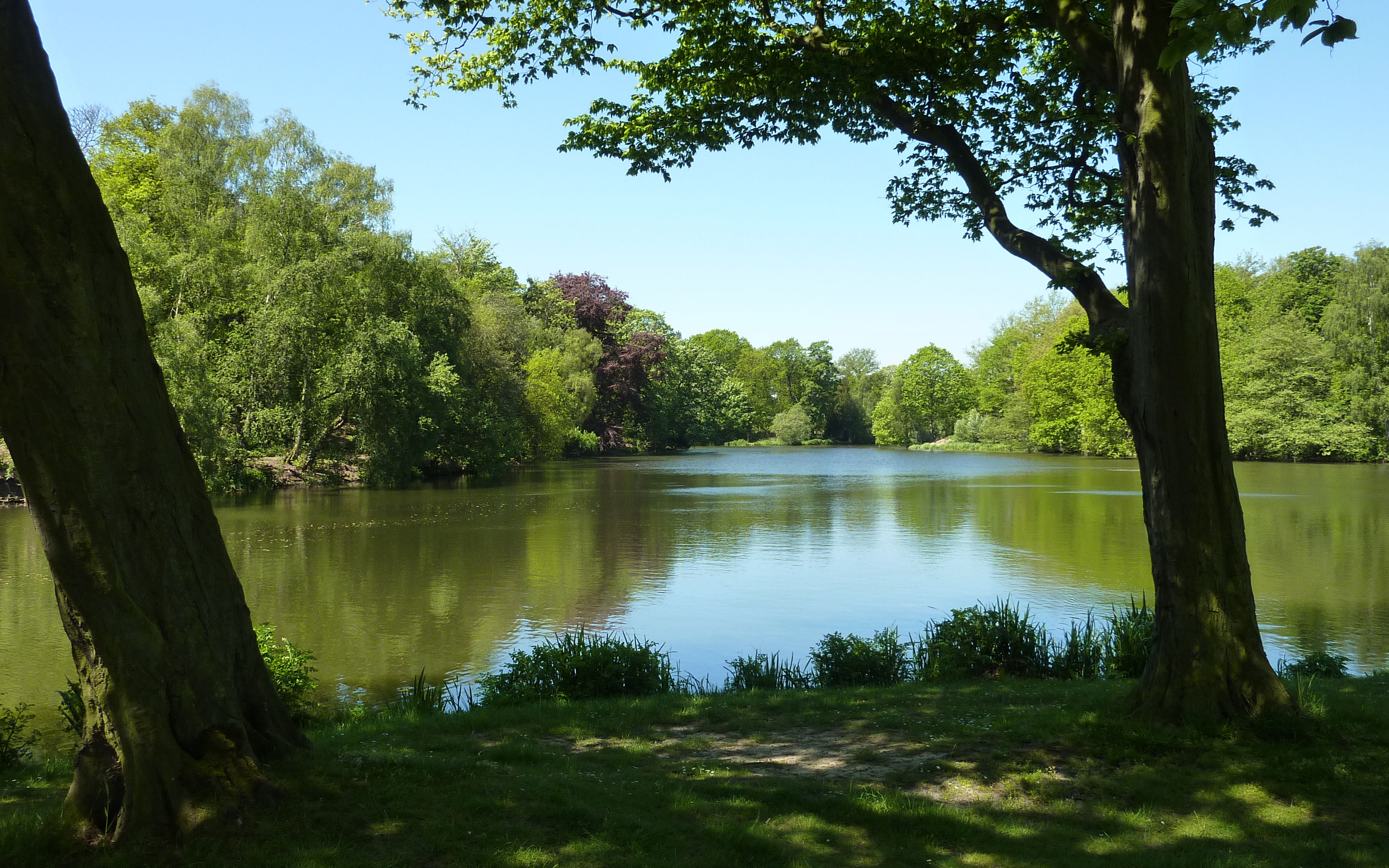
Le lac inférieur au prieuré de Nostell

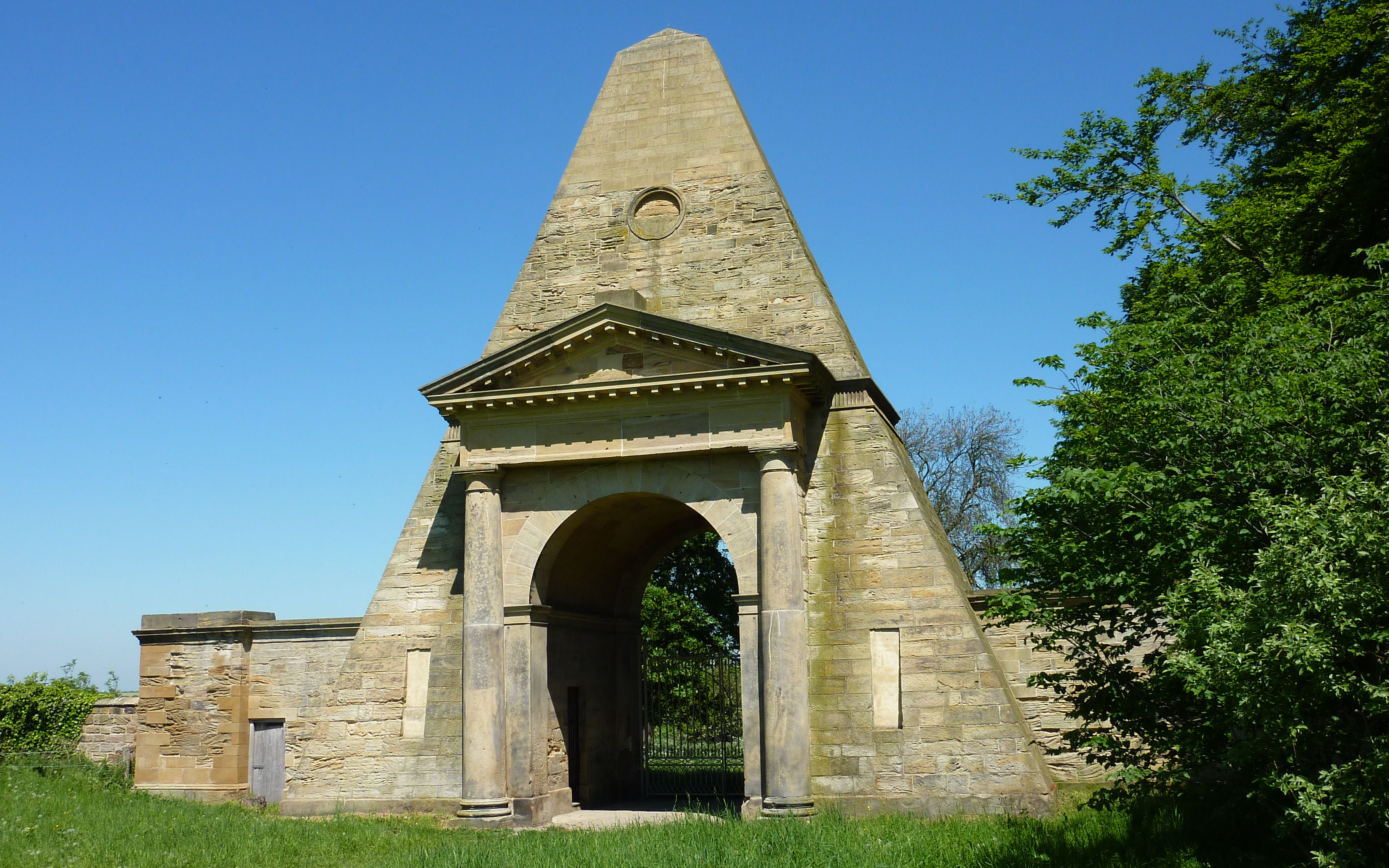
Obelisk Lodge au prieuré de Nostell

Le prieuré de Nostell occupe 121 hectares (300 acres) de parc . Dans le parc et les jardins se trouvent des promenades au bord du lac. Le parc propose des promenades au bord du lac et des bois, des vues sur le pont du druide et des promenades jusqu'à l'Obelisk Lodge restauré, une guérite de parc. Le parc a été acheté à Lord St Oswald par le National Trust avec un financement du fonds Heritage Lottery. Cette subvention a permis à la fiducie d'acquérir des tableaux, des livres et des meubles de la famille.
L'Obelisk Lodge est construit au XVIIe siècle et habité jusqu'à la fin des années 1950.
La pelouse principale et les champs inférieurs à l'est du prieuré sont utilisés pour divers événements, cependant, c'est le "Central Yorkshire Scout County" en 2000 qui apporte un changement fondamental à la façon dont les terrains pouvaient être utilisés. L'organisation a choisi le prieuré de Nostell comme site pour son « camp du millénaire », qui devait attirer environ 2 500 personnes de tout le mouvement scout du Yorkshire. Au cours du projet de préparation de 12 mois visant à créer des installations et des infrastructures temporaires, l'employé de Yorkshire Water, Jon Potter, persuade ses employeurs de faire don/d'installer des conduites d'eau souterraines à haute pression et des bornes fontaines sur tout le territoire oriental. C'est sans précédent à la fois en termes de don d'entreprise et au profit du Prieuré, qui jusqu'alors avait réfléchi à la façon dont ils pourraient autofinancer exactement cette amélioration.

## Histoire monastique
Le prieuré est une fondation augustinienne du XIIe siècle, dédiée à St Oswald, soutenue initialement par Robert de Lacy de Pontefract et Thurstan d'York . Vers 1114, Aldulf, confesseur d'Henri Ier d'Angleterre, est prieur d'un groupe de chanoines réguliers à Nostell .
Sir John Field, le premier astronome copernicien de renom en Angleterre, aurait étudié à Nostell dans sa jeunesse sous la tutelle du prieur Alured Comwn .
Dans le cadre de la Dissolution des monastères, le prieuré est saisi en 1540 et cédé au Dr Thomas Leigh ,. Nostell est acheté en 1567 par Sir Thomas Gargrave, un haut shérif du Yorkshire, président de la Chambre des communes et président du Conseil du Nord  à James Blount, 6e baron Mountjoy, pour 3 560 £ . En 1613, Nostell est acheté par William Ireland qui plus tard, en 1629, vend le domaine à Sir John Wolstenholme, 1er baronnet pour 10 000 £. Nostell est alors racheté par les Winns à Wolstenholme  qui est mis en faillite par des dettes contractées pour financer la cause royaliste.